# Charles Mackay
Charles Mackay (Perth, 27 de marzo de 1814 - Londres, 24 de diciembre de 1889) fue un poeta, periodista, autor, antólogo, novelista y compositor escocés, recordado principalmente por su libro Extraordinary Popular Delusions and the Madness of Crowds (en español, Delirios populares extraordinarios y la locura de las masas).

## Biografía
Charles Mackay nació en Perth. Su padre, George Mackay, fue bombardero de la Artillería Real y su madre, Amelia Cargill, murió poco después de su nacimiento.
Mackay se educó en el Royal Caledonian Asylum, en Londres. En 1828, su padre lo colocó en una escuela de Bruselas, en el bulevar de Namur, de la que pronto se hizo cargo William James Joseph Drury; y estudió idiomas.
En 1830 fue contratado como secretario privado de William Cockerill, el maestro del hierro, cerca de Lieja, comenzó a escribir en francés en el Courrier Belge y envió poemas en inglés a un periódico local llamado The Telegraph. En el verano de 1830 visitó París y pasó 1831 con Cockerill en Aix-la-Chapelle. En mayo de 1832 su padre lo trajo de regreso a Londres, donde encontró empleo por primera vez enseñando italiano al futuro director de ópera Benjamin Lumley.

### Familia
Mackay estuvo casado dos veces: primero, mientras fue editor en Glasgow, con Rosa Henrietta Vale, con quien tuvo tres hijos y una hija; y en segundo lugar, con Mary Elizabeth Mills, quien probablemente fue una antigua sirvienta en la casa. Su primera esposa murió el 28 de diciembre de 1859 y su segunda esposa en 1875. La novelista Marie Corelli era una hija ilegítima, presumiblemente concebida mientras su madre trabajaba en el hogar.

## Periodista
Mackay se dedicó al periodismo en Londres: en 1834 fue colaborador ocasional de The Sun. Desde la primavera de 1835 hasta 1844 fue subeditor asistente de The Morning Chronicle. En el otoño de 1839 pasó un mes de vacaciones en Escocia, presenciando el Torneo de Eglintoun, que describió en el Chronicle, y trabando amistades en Edimburgo. En el otoño de 1844, regresó a Escocia y se convirtió en editor del Glasgow Argus, dimitiendo en 1847. Trabajó para The Illustrated London News en 1848 y se convirtió en editor en 1852.

## Vida posterior

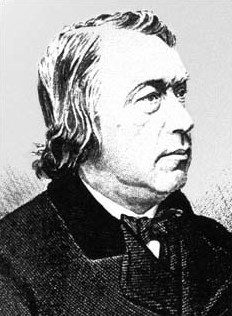
Carlos Mackay

Mackay visitó América del Norte en la década de 1850 y publicó sus observaciones como Vida y libertad en América: o bocetos de una gira por los Estados Unidos y Canadá en 1857-1858 (1859). Durante la guerra civil estadounidense regresó allí como corresponsal de The Times, en cuyo cargo descubrió y reveló la conspiración feniana.
Mackay tenía el título de LL. D. de la Universidad de Glasgow en 1846. Era miembro de la Sociedad Percy. Murió en Londres.

## Obras
Mackay publicó Canciones y poemas (1834), Historia de Londres, El Támesis y sus afluentes o paseos entre los ríos (1840), Extraordinarios delirios populares y la locura de las multitudes (1841).
Mackay escribió un romance histórico titulado Longbeard, sobre el rebelde medieval William Fitz Osbert. También es recordado por su Gaelic Etymology of the Languages of Western Europe  y el posterior Dictionary of Lowland Scotch en el que presentó sus "fantasiosas conjeturas" de que "miles de palabras inglesas se remontan al gaélico escocés". El lingüista Anatoly Liberman ha descrito a MacKay como un "monomaníaco etimológico" comentando que "sus contemporáneos lo criticaron y nunca lo tomaron en serio durante su vida". En 1877, Mackay publicó sus Forty Years' Recollections of Life, Literature, and Public Affairs. From 1830 to 1870 (Londres: Chapman & Hall). En el volumen 2, Mackay describe un viaje que hizo a la Irlanda del hambre en 1849 (págs. 2: 76-148).
Su fama se basó principalmente en sus canciones, algunas de las cuales, incluida "Cheer Boys Cheer ", fueron musicalizadas por Henry Russell en 1846 y tuvieron una popularidad asombrosa. Algunos poemas populares incluyen You have no enemies, you say?" y "Who shall be fairest?" 
Mackay también fue autor de un libro en 1885 sobre los Padres Fundadores de los Estados Unidos titulado The Founders of the American Republic: A History and Biography que incluía perfiles sobre George Washington, John Adams, Thomas Jefferson, Benjamin Franklin y James Madison.